# Joan Vidal i Llobet
Joan Vidal i Llobet (Granollers, 29 de febrer de 1984) és un compositor i bateria català.
Les seves obres s'han pogut escoltar a la Philharmonie de Luxemburg, a L'Auditori de Barcelona, al Palau de la Música, al Palau Sant Jordi o al Teatre Auditori de Granollers.

## Catàleg d'obres
| Any  | Obra                             | Tipus d'obra                                       | Estrena |
| ---- | -------------------------------- | -------------------------------------------------- | --- |
| 2005 | Daltabaix                        | per a cor mixt, sextet de jazz i quartet de corda  | Estrenat al Teatre Auditori de Granollers dins el Festival de Jazz de Granollers i de Festival de Trobadors i Joglars    |
| 2006 | Personatges                      | per a cor mixt i trio de jazz                      | Encàrrec de la Coral Semi-Fusa                                                                                           |
| 2007 | El cocodril obre ...             | per a cor infantil, quatre percussionistes i piano | Encàrrec del Secretariat de Corals Infantils de Catalunya (SCIC). Estrenada al Palau Sant Jordi de Barcelona             |
| 2007 | Clac                             | per a cor infantil, quatre percussionistes i piano | Encàrrec del Secretariat de Corals Infantils de Catalunya (SCIC). Estrenada al Palau Sant Jordi de Barcelona             |
| 2011 | Deptford Suite                   | per a sextet de jazz                               | Suite inspirada en The Deptford Trilogy, obra literària de Robertson Davies. Estrenada al Festival de Jazz de Granollers |
| 2013 | Illusionary Rhytms               | per a sextet de jazz                               | Homenatge al compositor hongarès György Ligeti, estrenada al Festival de Jazz de Granollers                              |
| 2013 | Hoquetus                         | per a cor de veus blanques                         | Encàrrec del Cor Infantil Amics de la Unió. Estrenada al Teatre de Ponent de Granollers                                  |
| 2014 | 41º 36' N / 2º 17' E"            | per a orquestra de cambra                          | Encàrrec de l'Orquestra de Cambra de Granollers. Estrenada al Teatre Auditori de Granollers                              |
| 2014 | Revisiting Zarathustra           | per a sextet de Jazz                               | Encàrrec de l'Auditori, sobre l'obra de Richard Strauss. Estrenada el 04/10/2014 a l'Auditori de Barcelona               |
| 2015 | Coleridge’s Dream Suite          | per a sextet de Jazz i orquestra de cambra         | Basada en el conte de Jorge Luis Borges El sueño de Coleridge. Estrenada el 15/02/2015 al Teatre Auditori de Granollers  |
| 2016 | Alícia al país de les meravelles | Òpera per a cor infantil i orquestra de cambra,    | Amb llibret de David Pintó sobre el llibre de Lewis Carrol. Estrenada el 12/03/2016 al Teatre Auditori de Granollers     |

## Principals enregistraments
- (2012) Deptford Suite (Quadrant Records)[8][9]
- (2013) Illusionary Rhythms (JazzGranollers Records)[10]
- (2014) Revisiting Zarathustra (JazzGranollers Records)